# Campeonato Mundial de Halterofilia de 1991
El LXIV Campeonato Mundial de Halterofilia se celebró en Donaueschingen (Alemania) entre el 27 de septiembre y el 6 de octubre de 1991 bajo la organización de la Federación Internacional de Halterofilia (IWF) y la Federación Alemana de Halterofilia.
En el evento participaron 308 halterófilos (200 hombres y 108 mujeres) de 40 federaciones nacionales afiliadas a la IWF.

## Medallistas

### Masculino
| Evento  | Oro                                 | Plata                                | Bronce                              |
| ------- | ----------------------------------- | ------------------------------------ | ----------------------------------- |
| 52 kg   | Ivan Ivanov Bulgaria 272,5          | Sevdalin Minchev Bulgaria 257,5      | Zhang Zairong China 255,0           |
| 56 kg   | Chun Byung-Kwan Corea del Sur 295,0 | Liu Shoubin China 292,5              | Luo Jianming China 277,5            |
| 60 kg   | Naim Süleymanoğlu Turquía 310,0     | Yurik Sarkisian URSS 302,5           | He Yingqiang China 292,5            |
| 67,5 kg | Yoto Yotov Bulgaria 345,0           | Israyel Militosian URSS 345,0        | Kim Myong-Nam Corea del Norte 340,0 |
| 75 kg   | Pablo Lara Rodríguez · Cuba · 355,0 | Roman Sevasteyev URSS 352,5          | Tudor Casapu URSS 342,5             |
| 82,5 kg | Ibraguim Samadov URSS 367,5         | Alexandr Blyshchik URSS 367,5        | Plamen Bratoichev Bulgaria 357,5    |
| 90 kg   | Serguei Syrtsov URSS 410,0          | Ivan Chakarov Bulgaria 390,0         | Kim Byung-Chan Corea del Sur 387,5  |
| 100 kg  | Igor Sadykov URSS 415,0             | Ivalin Raichev Bulgaria 385,0        | Francis Tournefier Francia 382,5    |
| 110 kg  | Artur Akoyev URSS 427,5             | Ronny Weller · Alemania · 420,0      | Ernesto Montoya · Cuba · 387,5      |
| +110 kg | Alexandr Kurlovich URSS 455,0       | Manfred Nerlinger · Alemania · 425,0 | Kim Tae-Hyun Corea del Sur 400,0    |

1. 1 2 3  Arrancada (kg) + dos tiempos (kg) = total olímpico (kg).

### Femenino
| Evento   | Oro                             | Plata                                   | Bronce                             |
| -------- | ------------------------------- | --------------------------------------- | ---------------------------------- |
| 44 kg    | Xing Fen China 162,5            | Kunjarani Devi India 142,5              | Sibby Flowers Estados Unidos 140,0 |
| 48 kg    | Izabela Rifatova Bulgaria 170,0 | Liao Shuping China 170,0                | Donka Mincheva Bulgaria 152,5      |
| 52 kg    | Peng Liping China 187,5         | Robin Byrd Estados Unidos 170,0         | Hiromi Uemura Japón 167,5          |
| 56 kg    | Sun Caiyan China 192,5          | Neli Yankova Bulgaria 180,0             | Nancy Niro · Canadá · 175,0        |
| 60 kg    | Han Lixia China 197,5           | Won Soon-Yi Corea del Sur 195,0         | Daniela Kerkelova Bulgaria 182,5   |
| 67,5 kg  | Lei Li China 210,0              | Kumi Haseba Japón 197,5                 | Kim Dong-Hee Corea del Sur 195,0   |
| 75 kg    | Zhang Xiaoli China 242,5        | Milena Trendafilova Bulgaria 220,0      | Mária Takács · Hungría · 202,5     |
| 82,5 kg  | Li Hongling China 240,0         | María Isabel Urrutia · Colombia · 240,0 | Chen Shu-Chih China Taipéi 220,0   |
| +82,5 kg | Li Yajuan China 255,0           | Carla Garrett Estados Unidos 232,5      | Erika Takács · Hungría · 220,0     |

1. 1 2 3  Arrancada (kg) + dos tiempos (kg) = total olímpico (kg).

## Medallero
| Núm. | País            | Oro | Plata | Bronce | Total |
| ---- | --------------- | --- | ----- | ------ | ----- |
| 1    | China           | 8   | 2     | 3      | 13    |
| 2    | URSS            | 5   | 4     | 1      | 10    |
| 3    | Bulgaria        | 3   | 5     | 3      | 11    |
| 4    | Corea del Sur   | 1   | 1     | 3      | 5     |
| 5    | Cuba            | 1   | 0     | 1      | 2     |
| 6    | Turquía         | 1   | 0     | 0      | 1     |
| 7    | Estados Unidos  | 0   | 2     | 1      | 3     |
| 8    | Alemania        | 0   | 2     | 0      | 2     |
| 9    | Japón           | 0   | 1     | 1      | 2     |
| 10   | Colombia        | 0   | 1     | 0      | 1     |
| 11   | India           | 0   | 1     | 0      | 1     |
| 12   | Hungría         | 0   | 0     | 2      | 2     |
| 13   | Canadá          | 0   | 0     | 1      | 1     |
| 13   | Corea del Norte | 0   | 0     | 1      | 1     |
| 13   | Francia         | 0   | 0     | 1      | 1     |
| 13   | China Taipéi    | 0   | 0     | 1      | 1     |
|      | TOTAL           | 19  | 19    | 19     | 57    |